# Ашанга
Ашанга́ — улус в Хоринском районе Бурятии. Входит в  сельское поселение «Ашангинское».

## География
Расположен на речке Ашанга (правый приток Уды), в 45 км к северо-востоку от районного центра, села Хоринск, в 17 км к северо-западу от центра сельского поселения, села Георгиевское, в 3 км севернее региональной автодороги Р436 (Читинский тракт).

## Население
| 2002 | 2010 |
| ---- | ---- |
| 269  | ↘223 |

## Инфраструктура
Начальная общеобразовательная школа, детский сад, сельский клуб, библиотека, фельдшерско-акушерский пункт.